# 사무라이 본드
사무라이 본드(Samurai bond)는 외국계 기업이 일본의 자본시장에서 발행하는 엔화로 표시된 채권을 말한다. 사무라이 본드는 일본 법에 따라서 일본 투자자들을 상대로 발행되는 채권이다. 따라서, 모든 지급은 엔화로 이루어지고, 일본 국채금리가 이자율의 기준이 된다. 대부분의 사무라이 본드는 장기채로 구성된다.

## 같이 보기
- 국가채무
- 이자
- 위험성